# Pequeño estado de gracia
Pequeño estado de gracia es una pieza teatral escrita por Enrique Papatino en 2012 y estrenada en Teatro Nacional Cervantes en la ciudad de Buenos Aires, Argentina, el 9 de diciembre de 2017, con dirección de Hugo Urquijo. Aunque la obra no lo expresa con claridad, supone un episodio imaginario en la vida del General Manuel Belgrano.

## Antecedentes
En 2002, Papatino fue convocado para escribir por primera vez un drama histórico. Convencido de que ese camino era peligroso para el hallazgo de una auténtica teatralidad, el dramaturgo opta por un minucioso estudio de las alternativas de la emancipación americana, para luego aludirlas muy lateralmente en su obra En París con aguacero, donde un supuesto general latinoamericano (presumiblemente José de San Martín) se encuentra encerrado en una casa en las afueras de París con un enemigo ideológico que no ejerce la política (presumiblemente el compositor italiano Gioacchino Rossini).
Producto del desbrozamiento de las dos versiones de la historia argentina que ofrecían los especialistas, Papatino se vuelca al estudio de otras tres figuras del pasado: Juan José Castelli, Mariano Moreno y Manuel Belgrano. Alternativamente estrenó “Anatomía del olvido” (inspirada en Castelli) y “Lovely Revolution” (inspirada en Moreno).

## La obra
Para la composición de la obra que aludiría a Belgrano, Papatino obtiene en 2011 una beca del Fondo Nacional de las Artes. La obra está terminada al año siguiente. A pesar del presunto interés de algunas compañías teatrales, la obra no logra estrenarse.
Finalmente la obra se presenta en el concurso que organiza anualmente el Teatro Nacional Cervantes junto con la Sociedad General de Autores de la Argentina, obteniendo el primer premio entre 201 piezas presentadas. Para diciembre de 2017 la obra se estrena en la sala mayor del Teatro Nacional Cervantes con dirección de Hugo Urquijo y un elenco formado por Agustín Rittano, María Onetto, Martín Urbaneja y Thomas Lepera.

## Asunto
En un rancho apartado, cerca de la yunga tucumana, vive una familia que ha perdido a su padre en la guerra. Un soldado de la patria que vuelve vencido de la batalla de Ayohuma y esta familia lo acoge. A partir de ahí, se cristaliza un vínculo casi familiar que les provoca un modesto estado de felicidad, un estado de gracia que podría durar para siempre. Pero nada es para siempre. Un capitán del ejército patriota encuentra a este soldado, y entonces sabremos que no es un soldado común.

## Premios
- Premio Teatro Nacional Cervantes-Argentores 2016
- Beca Fondo Nacional de las artes 2011